# 투 이프 바이 씨
《투 이프 바이 씨》(영어: Two If by Sea)는 미국에서 제작된 빌 베넷 감독의 1996년 로맨틱 코미디 영화이다. 데니스 리리, 샌드라 불럭 등이 출연하였고, 제임스 G. 로빈슨 등이 제작에 참여하였다.

## 출연진
- 데니스 리리
- 샌드라 불럭
- 스티븐 딜레인
- 야펫 코토
- 마이크 스타
- 조너선 터커
- 웨인 롭슨
- 마이클 배덜루코
- 레니 클라크

## 기타 제작진
- 공동 제작: 마이클 맥도널드
- 미술: 데이비드 채프먼
- 의상: 올가 디미트로프

## 우리말 녹음
SBS 성우진
- 송도영 - 로즈 (샌드라 불럭)
- 박조호 - 프랭크 (데니스 리리)
- 온영삼
- 한규희
- 송두석
- 한상덕
- 이명숙
- 송연희
- 최문자
- 윤병화
- 임성표
- 황윤걸
- 윤복성